# Партия свободы Швейцарии
Партия свободы Швейцарии — правая консервативная политическая партия Швейцарии. Образована в 1984 году. До 1994 года — Партия автомобилистов.

## История
Партия была основана в 1984 году в Цюрихе Микаэлем Дрехером и другими правыми политиками как Партия автомобилистов. Она задумывалась как альтернатива становившейся всё более и более популярной Зелёной партии и экологической проблеме отмирания деревьев, что связывалось с кислотными дождями. Первоначально партия фокусировалась на вопросе индивидуальной мобильности. Один из наиболее известных лозунгов партии тогда был «Свободная дорога для свободных граждан». Партия придерживалась либертарианского подхода в экономической политике и противилась вхождению Швейцарии в Европейский союз.
Партия была успешна на кантональных выборах, особенно в кантонах Санкт-Галлен, Тургау и Шаффхаузен. Политической вершины партия достигла на выборах 1991 года, когда она получила 4 % голосов избирателей и 8 из 200 мест Национального совета. Однако, впоследствии партийное влияние стало снижаться после ухода из партии нескольких ведущих фигур в результате внутрипартийных конфликтов и их перехода в более умеренную Народную партию.
В 1994 году партия была переименована в Партию свободы. Тем не менее, на выборах 1999 года партия потеряла все места в Национальном совете и к 2006 году сохранила лишь несколько представительств в кантональных советах. Большинство её членов и даже полностью некоторые секции перешли в Швейцарскую народную партию, которая практически полностью ассоциировала политику Партии свободы.

## Участие в выборах
| Выборы | Количество голосов | % голосов | Мест |
| ------ | ------------------ | --------- | ---- |
| 1987   | 50 372             | 2,6 %     | 2    |
| 1991   | 103 585 ▲          | 5,1 % ▲   | 8 ▲  |
| 1995   | 75 641 ▼           | 4,0 % ▼   | 7 ▼  |
| 1999   | 16 887 ▼           | 0,9 % ▼   | 0 ▼  |
| 2003   | 4 000 ▼            | 0,2 % ▼   | 0 ▬  |